# 佐々木洋 (野球)
佐々木 洋（ささき ひろし、1975年7月27日 - ）は、日本の高等学校教諭、高校野球指導者。メジャーリーグで活動する菊池雄星や大谷翔平らを育成した。

## 経歴
農家の次男として生まれる。幼少期はプロ野球選手を目指して、野球に打ち込む。
岩手県立黒沢尻北高等学校時代には甲子園大会などの全国大会への出場はない。
高校卒業後は国士舘大学に進学。同期に古城茂幸がいた。教育実習は、大学の先輩でもある、水谷哲也が監督を務める、横浜隼人高等学校にて行っていた。
大学卒業後はその縁から横浜隼人高等学校にて、コーチを務める。
2000年に岩手県の花巻東高等学校の教員として赴任。当初はバドミントン部や女子ソフトボール部の顧問を務めていた。2002年に野球部の監督に就任。3年後の2005年夏には初の甲子園出場を果たす。2009年には、菊池雄星を擁し、春準優勝、夏にはベスト4に進出する。この時の夏の2回戦でかつての恩師・水谷が率いる横浜隼人高校と対戦し、勝利している。2021年には、かつての教え子の菊池、大谷とともに日本スポーツ学会大賞を受賞している。

## 人物
- かつての自身の恩師でもある、水谷とは交流が続いており、前述の甲子園大会以外にも練習試合を組んだりしている。花巻東高校には水谷の息子が在籍していた[2]。
- 自身の長男も花巻東高校の主砲として活躍し、高校通算140本塁打で歴代1位の記録を持っている[3]。
- 2018年夏、第100回全国高等学校野球選手権記念大会の1回戦で敗れたのを機にこれまでの伝統を見直すことに着手。「（頭髪を）丸刈りにしないといけない理由が見当たらない」として、部員に対しての丸刈りの強制を廃止した[4][5]。
- 自分の教え子である大谷翔平に関しては、その予想と期待をはるかに上回る成長ぶりから「恩師などとは、口が裂けても言えない」と謙遜している。これには、後に大谷がMLBで発揮した盗塁の才能に彼の高校在学当時気付けなかった後悔もあり、自分には見る目が無かったとする立場を示している[6]。

## 著名な教え子
- 菊池雄星
- 大谷翔平
- 西舘勇陽
- 岸里亮佑
- 高橋樹也
- 千葉耕太
- 松本遼大